# Alain Ruiz Fonhof

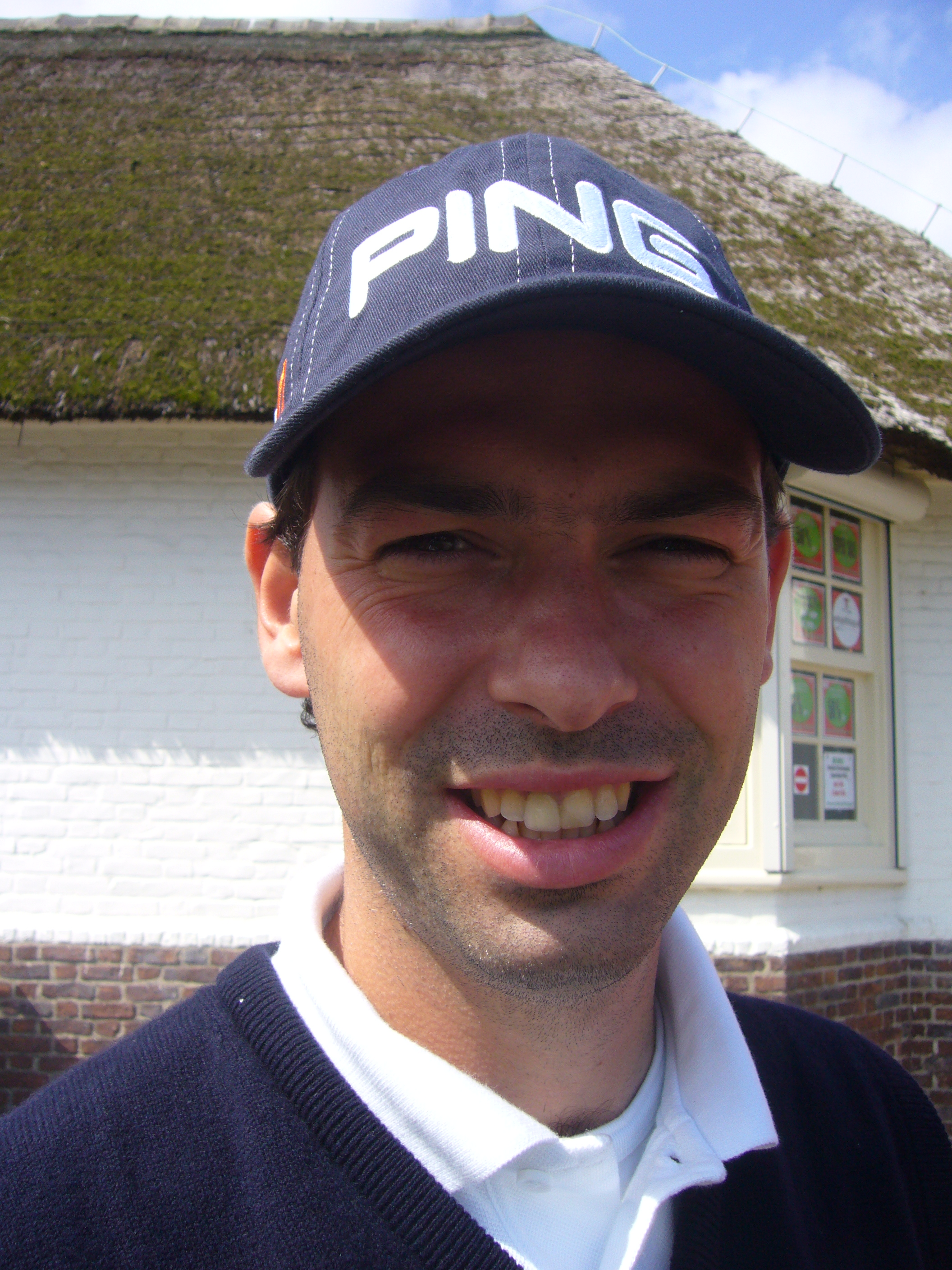
KLM Open 2008 op de Kennemer

Alain Ruiz Fonhof (Den Haag, 14 juli 1975) is een Nederlandse golfprofessional.

## Amateur
In hun jonge jaren zijn Alain en zijn broer Xavier (1980) lid op de Rijswijkse Golfclub. Als beiden een single handicap hebben, worden ze uitgenodigd om lid te worden van de Haagsche Golf & Country Club. Alain komt in de nationale selectie, onder anderen met Robert-Jan Derksen en Maarten Lafeber. Verder doet hij een HBO opleiding aan de Haagse Hogeschool.

In 1996 mag Alain mee aan het Steelcover Dutch Challenge Open op Golfclub Broekpolder, en is na de eerste ronde de beste Nederlander.

#### Teams
In 1998 gaat hij naar Santiago, Chili, voor het WK landenteams. Ook speelt hij de Eisenhower Trophy met Maarten van den Berg, Niels Boysen en Rutger Buschow. 

In 2000 wint hij onder andere het NK Strokeplay en wordt hij weer geselecteerd om aan het WK landenteams mee te doen, ditmaal in Berlijn.

In 2002 speelt hij weer de Eisenhower Tropy, nu onder anderen met Edward de Jong en Inder van Weerelt.

## Professional
In 2003 rondt Alain zijn studie af en wordt playing professional. Sinds 2005 speelt hij op de EPD Tour en de Alps Tour.

In 2008 kwalificeert hij zich voor zijn achtste deelname aan het KLM Open door bij de beste drie van de 124 deelnemers te eindigen in het kwalificatietoernooi op Het Rijk van Nijmegen. 
In 2009 besluit Alain te gaan samenwerken met mental coach Rob van Dam. Vlak daarna (in augustus) wordt hij 6e in het Ashland PGA Kampioenschap, PGA Holland Tour, op Maastricht International. De week daarna wint hij de Van Lanschot Twente Cup, PGA Holland Tour, op de Twentsche GC. Op de Alps Tour boekt hij ook een paar goede resultaten.

### Gewonnen
- 2009: Twente Cup